# أسرة فهد بن عبد العزيز آل سعود
الملك فهد بن عبد العزيز آل سعود هو الابن التاسع للملك عبد العزيز آل سعود ووالدته هي الأميرة حصة بنت أحمد بن محمد السديري، تزوج الملك فهد بن عبد العزيز آل سعود 15 مرة وأنجب منهن 10 أبناء، 6 أولاد و4 بنات.

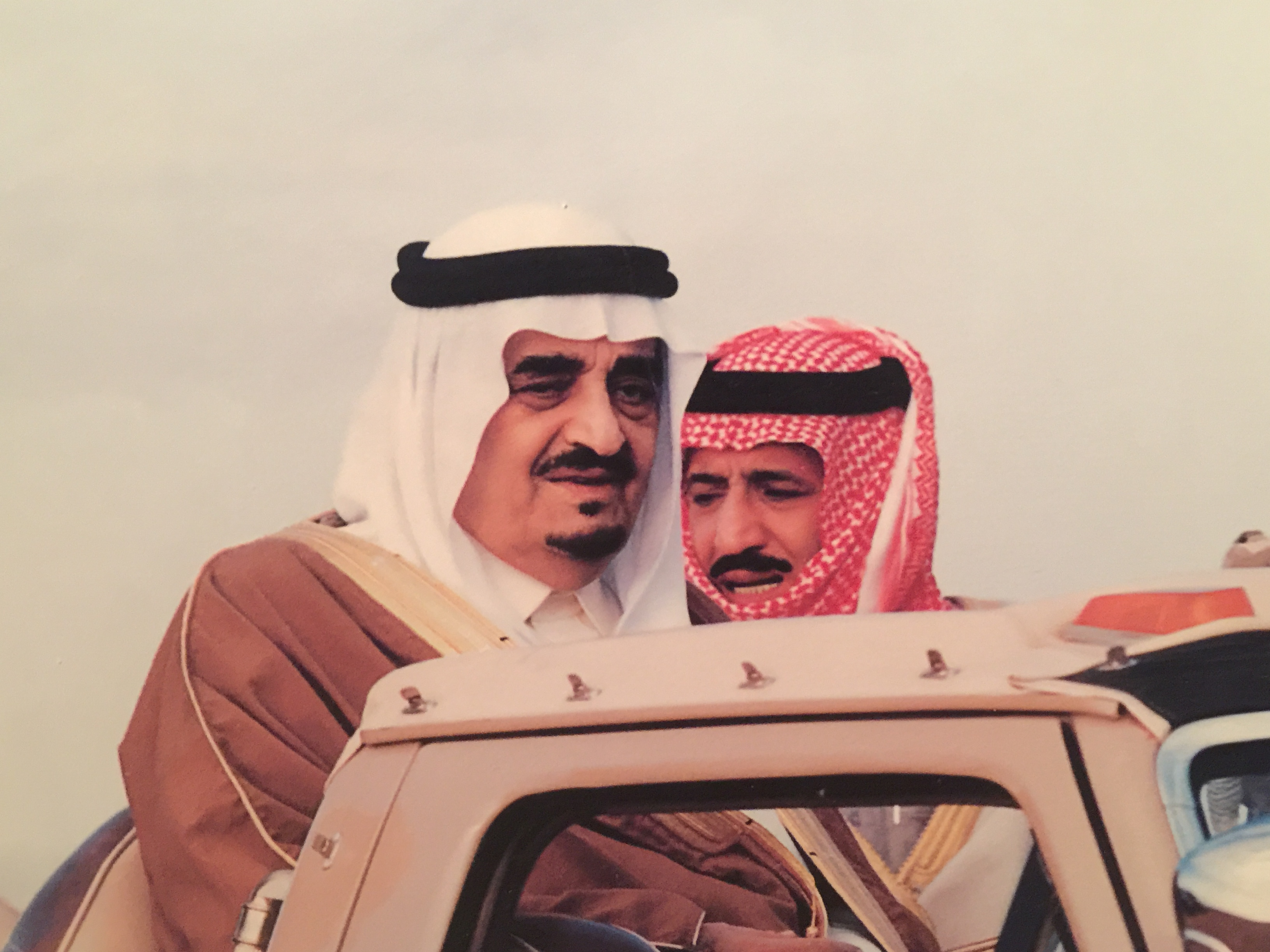
الملك فهد والملك سلمان

## زوجاته
| الزوجة | أبنائه منها |
| --- | --- |
| الأميرة جوزاء بنت عبد الله بن عبد الرحمن آل سعود (متوفاة) | |
| الأميرة العنود بنت عبدالعزيز بن مساعد بن جلوي آل سعود (متوفاة) | الأمير فيصل (متوفى)، الأمير محمد (متوفى)، الأمير سعود، الأمير سلطان، الأمير خالد، والأميرة لطيفة مطلقها من الأمير تركي بن عبدالله ولها منه الأمير فيصل ومتزوج من الأمير خالد بن سعود بن محمد ولها منه الأمير سعود |
| الأميرة الجوهرة بنت عبد الله بن ناصر بن عبد المحسن بن أحمد بن محمد السديري (متوفاة)                                                                                 | |
| الأميرة الجوهرة بنت إبراهيم بن عبد العزيز آل براهيم | الأمير عبد العزيز |
| الأميرة نورة بنت تركي بن عبد الله بن سعود آل سعود (مطلقة) (متوفاة، وقد صلي عليها يوم الإثنين الموافق 21 محرم 1440هـ، بعد صلاة العشاء في المسجد الحرام بمكة المكرمة) | الأميرة العنود |
| الأميرة طرفة بنت عبد العزيز بن فهد بن معمر التميمي | الأميرة لولوة (متوفاة) |
| الأميرة وطفاء بنت عبيد بن علي الجبر الرشيد (مطلقة) | الأميرة الجوهرة (متوفاة) |
| الأميرة لولوة العبد الرحمن آل مهنا أبا الخيل (مطلقة) | |
| الأميرة شيخة بنت تركي بن مارق الضيط الروقي العتيبي (مطلقة) | |
| الأميرة سميحة بنت ناصر بن عساف بن حسين العساف (متوفاة) | |
| | |
| الأميرة صيتة بنت غنيم بن صنيتان أبوثنين السبيعي (متوفاة) | |
| الأميرة جوزاء اللغيصم الشمري (مطلقة) (عمة الشيخ نجم عبد الله اللغيصم والشيخ نواف عبد الله اللغيصم بحفر الباطن والنائب الكويتي سلطان اللغيصم)                        | |
| الأميرة حصة بنت نواف البندر التمياط (مطلقة) | |
| جنان حرب (فلسطينية مسيحية وحاصلة على الجنسية البريطانية، تم الزواج سرًا في شهر مارس 1968م)                                                                           | |

## أولاده
- الأمير فيصل بن فهد بن عبد العزيز آل سعود (توفي يوم السبت 10 جمادى الأولى 1420هـ).
- الأمير محمد بن فهد بن عبد العزيز آل سعود ( توفي يوم الثلاثاء 28 رجب 1446هـ).
- الأمير سعود بن فهد بن عبد العزيز آل سعود.
- الأمير سلطان بن فهد بن عبد العزيز آل سعود.
- الأمير خالد بن فهد بن عبد العزيز آل سعود.
- الأمير عبد العزيز بن فهد بن عبد العزيز آل سعود.

## بناته
- الأميرة العنود بنت فهد بن عبد العزيز آل سعود.
- الأميرة لولوة بنت فهد بن عبد العزيز آل سعود. (توفيت يوم الاثنين 17 رمضان 1443 هـ)[7] كانت متزوجة من الأمير خالد بن سلطان بن عبد العزيز آل سعود ولها من الأبناء الأمير فيصل (كان متزوج من الأميرة مضاوي بنت خالد بن عبد الله بن محمد بن عبد الرحمن آل سعود وله الأميرة ديم، ومتزوج من الأميرة سارة بنت خالد بن مساعد بن عبد الرحمن آل سعود وله من الأبناء الأميرة لولوة، الأمير خالد، الأميرة لين، الأميرة نوف، والأمير سلطان)، والأميرة سارة (متزوجة من الأمير عبد العزيز بن فهد بن عبد الله بن محمد بن عبد الرحمن آل سعود ولها من الأبناء الأمير فهد، الأميرة هيفاء، الأميرة لولوة، الأميرة لنا، الأميرة هلا، والأمير محمد).
- الأميرة لطيفة بنت فهد بن عبد العزيز آل سعود (توفيت يوم الجمعة 24 صفر 1435هـ).[8] كانت متزوجة من الأمير تركي بن عبد الله بن محمد بن عبد الرحمن آل سعود ولها من الأبناء الأمير فيصل (متزوج من الأميرة سارة بنت مشعل بن عبد العزيز آل سعود وله من الأبناء الأمير فهد، الأميرة العنود، والأميرة لطيفة)، ومتزوجة من الأمير خالد بن سعود بن محمد بن عبد العزيز بن سعود آل سعود ولها من الأبناء الأمير سعود.
- الأميرة الجوهرة بنت فهد بن عبد العزيز آل سعود (توفيت يوم الأحد 7 رمضان 1437هـ).[9] متزوجة من الأمير تركي بن محمد بن سعود الكبير ولها من الأبناء الأمير سلطان (متزوج من كريمة الأمير تركي بن طلال بن عبد العزيز آل سعود)[10]، الأمير فهد، والأمير محمد، وأربعة من البنات. لها كريمة متزوجة من الأمير محمد بن خالد بن فيصل بن سعد الأول بن عبد الرحمن آل سعود.[11]

## إخوته الأشقاء

### إخوته الأشقاء الذكور

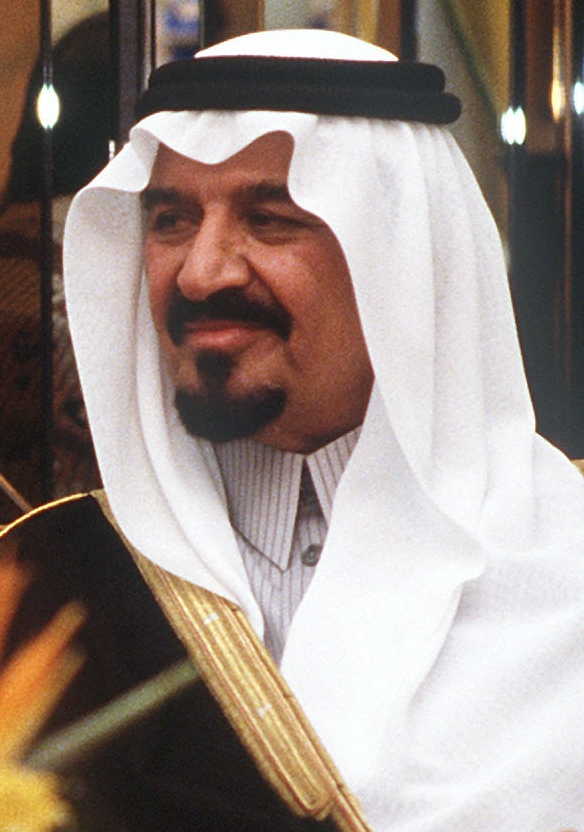
سلطان (1925–2011) وزير الدفاع (1962–2011) ولي العهد (2005–2011)
عبد الرحمن (1931–2017) نائب وزير الدفاع (1978–2011)
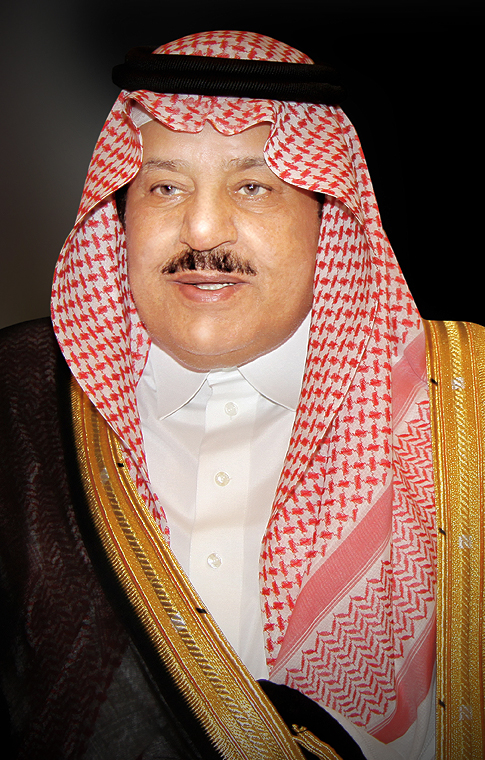
نايف (1934–2012)
وزير الداخلية (1975–2012)
النائب الأول لرئيس الوزراء وولي العهد (2011–2012)

تركي الثاني (1934–2016) نائب وزير الدفاع (1968–1978)
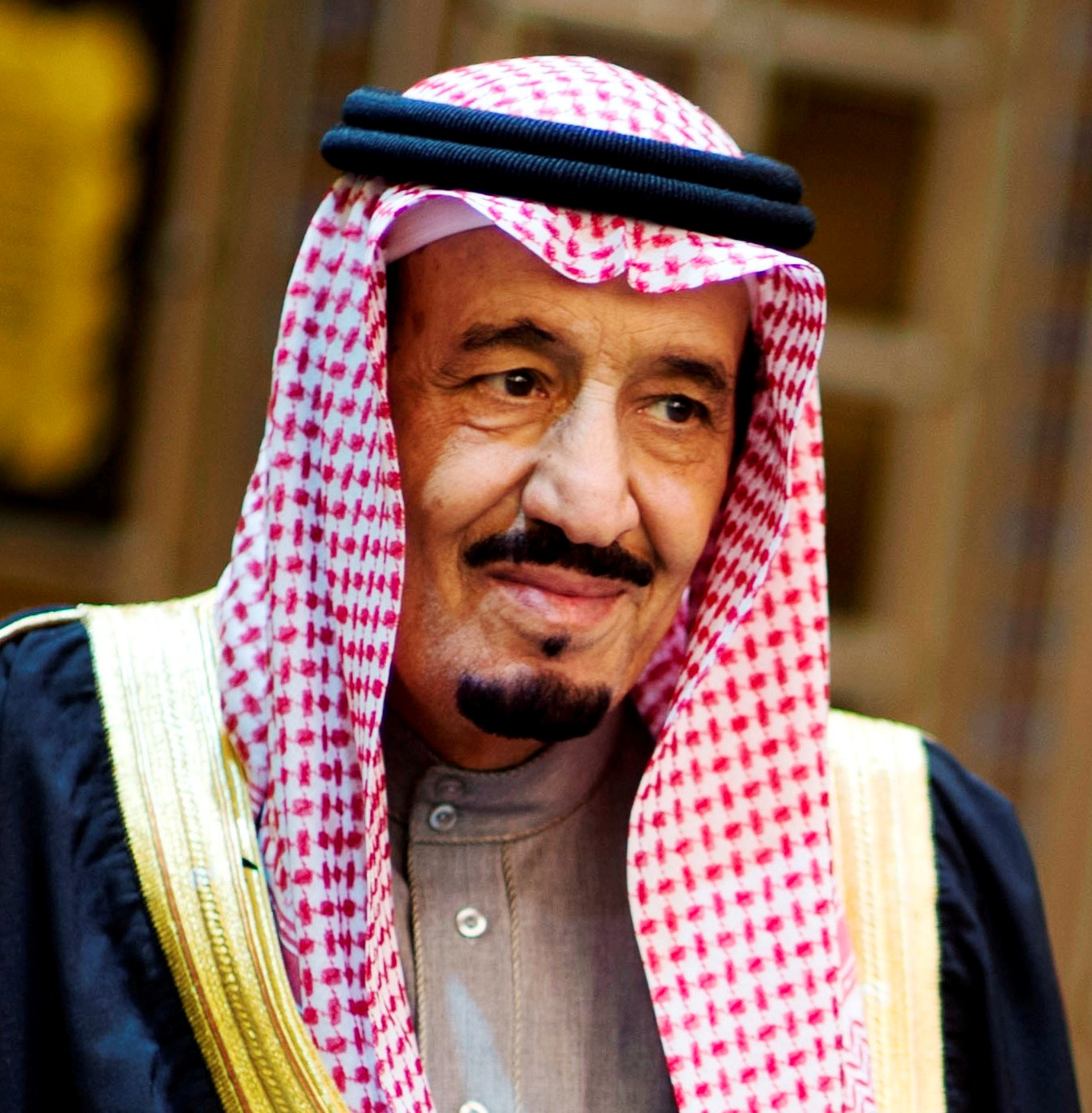
سلمان (مواليد 1935)ملك المملكة العربية السعودية (2015–حتى الآن)حاكم الرياض (1963–2011) وزير الدفاع (2011–2015)ولي العهد (2012–2015)
أحمد (مواليد 1942)نائب وزير الداخلية (1975–2012)وزير الداخلية (2012–2012)

- سلمان (مواليد 1935)
ملك المملكة العربية السعودية (2015–حتى الآن)
حاكم الرياض (1963–2011) 
وزير الدفاع (2011–2015)
ولي العهد (2012–2015)
- أحمد (مواليد 1942)
نائب وزير الداخلية (1975–2012)
وزير الداخلية (2012–2012)

### إخوته الأشقاء الإناث
- الأميرة لولوة (1928–2008) تزوجت من ابن عمها الثاني.
- الأميرة الجوهرة متزوجة من ابن عمها الأول الأمير خالد بن عبد الله بن عبد الرحمن آل سعود (مواليد 1937)
- الأميرة فلوة بنت عبد العزيز آل سعود (توفيت صغيرة).
- الأميرة شعيع بنت عبد العزيز ال سعود (توفيت صغيرة).
- الأميرة موضي بنت عبد العزيز ال سعود (توفيت شابة).
- الأميرة لطيفة بنت عبد العزيز آل سعود.
- الأميرة جواهر بنت عبد العزيز آل سعود (متوفاة).